# ЕМ167
Електропоїзд ЕМ167 (Baureihe ET/EB 167 — позначення прийняте DRG з 1941 р.) — пасажирський електропоїзд постійного струму з напругою живлення 750 В від контактної рейки, що використовувався з 1938 по 2003 рік на лініях міської залізниці Берліна (S-Bahn Berlin).
Електропоїзд також позначали: Baureihe 277/877 (по класифікації DR), Baureihe 477/877 (по класифікації DBAG), електросекція ET/EB 167. Моторні вагони електросекції (нім. Triebwagen) мали позначення ET 167(477), причепні (нім. Beiwagen) — EB 167(877).

## Історія
Електросекції ET/EB 167 випускалися в 1938-1944 рр. на підприємствах фірм AEG, O&K, Dessau, Wegmann, WEG і SSW. Загалом були випущені 283 моторних вагона даної серії і 261 причіпний вагон, всі вони надійшли в експлуатацію на лінії Міської залізниці Берліна, в результаті чого в 1941 році рухомий склад залізниці збільшився до 1000 секцій (з урахуванням поїздів інших серій).
На початку 1945 року велика частина поїздів була евакуйована з Берліна. У результаті бомбардувань і боїв які відбувалися в той час в Берліні, більше сотні електросекцій було втрачено, а також майже 100 вагонів в наступні роки  вивезено з країни в порядку репарацій.

## Експлуатація
Цей тип електропоїздів використовувався в Німеччині (1938—2003), СРСР (1946—1965) та Польщі (1946—1970). Поїзди обслуговували такі лінії:
- S-Bahn Berlin (Німеччина, НДР);
- Москва—Домодєдово, Київ—Боярка, Таллін—Пяєскюла (СРСР);
- Швидкісна міська залізниця у Тримісті (Польща).

У 1946-1947 рр. на приміських електрифікованих ділянках деяких залізниць СРСР були введені в експлуатацію отримані з Німеччини в порядку репарацій електросекції ET 167.
Переобладнання секцій здійснювали на Перовському вагоноремонтному заводі, куди електровагони доставлялися на платформах. Тут вагони встановлювали на візки для колії 1520 мм. Також змінювали зовнішній вигляд вагонів: яскраве «фірмове» червоно-жовте забарвлення поїздів Берлінського S-Bahn замінили на стандартне забарвлення вагонів електропоїздів, прийняту в СРСР в роки війни, - темно-зелену з вузькою жовтою смугою і світло-сірим дахом.